# Formalismo RNS
Em física teórica, o formalismo RNS ou formalismo de Ramond-Neveu-Schwarz é um método particular para descrever os graus de liberdade de uma corda na teoria das supercordas em que os campos elementares sobre a folha de universo são os campos escalares bosônicos descrevendo a incorporação da corda no espaço-tempo e campos fermiônicos transformando como vetores do espaço-tempo.